# Imam Șamil
Imam Shamil (în limbile turcă; Șeyh Șamil, rusă : Имам Шамиль),  1797 – 4 februarie 1871, a fost un politician avar și lider  religios al triburilor musulmane din Caucazul de nord. El a fost liderul rezistenței anti-ruse din timpul Războiului Caucazului. Din punct de vedere religios, a fost al treilea Imam al Daghestanului și Ceceniei (1834-1859).

## Familia. Tinerețea
Imam Șamil s-a  născut în 1797, într-un mic sat  (aul), Ghimri, din Daghestan, Rusia. Numele său original a fost Ali, dar, conform unei tradiții locale, numele său a fost schimbat în momentul în care s-a îmbolnăvit. Tatăl lui, Dengau, a fost un proprietar înstărit de pământ, iar acest fapt i-a permis tânărului Șamil să studieze alături de prietenul său Ghazi Mollah materii precum limba arabă și logica. În scurtă vreme, Șamil s-a impus printre musulmanii din Caucaz ca un tânăr educat și bun-cunoscător al Coranului și Sunnei. 
Șamil s-a născut într-o perioadă de expansiunea a Imperiului Rus în teritoriile controlate până atunci de Imperiul Otoman și Imperiul Persan. (Vedeți și Războiul ruso-persan (1804-1813) și Războaiele ruso-turce). După cucerirea zonei de către ruși, mai multe națiuni caucaziene și-au unit mișcările de rezistență impotriva stăpânirii țariste, ceea ce a dat naștere la Războiul Caucazului. Printre primii lideri ai rezistenței popoarelor caucaziene s-au numărat Șeik Mansur și Ghazi Mollah. Șamil a fost prieten din copilărie cu Mollah și a devenit discipolul și consilierul acestuia. 

## Războiul împotriva Rusiei

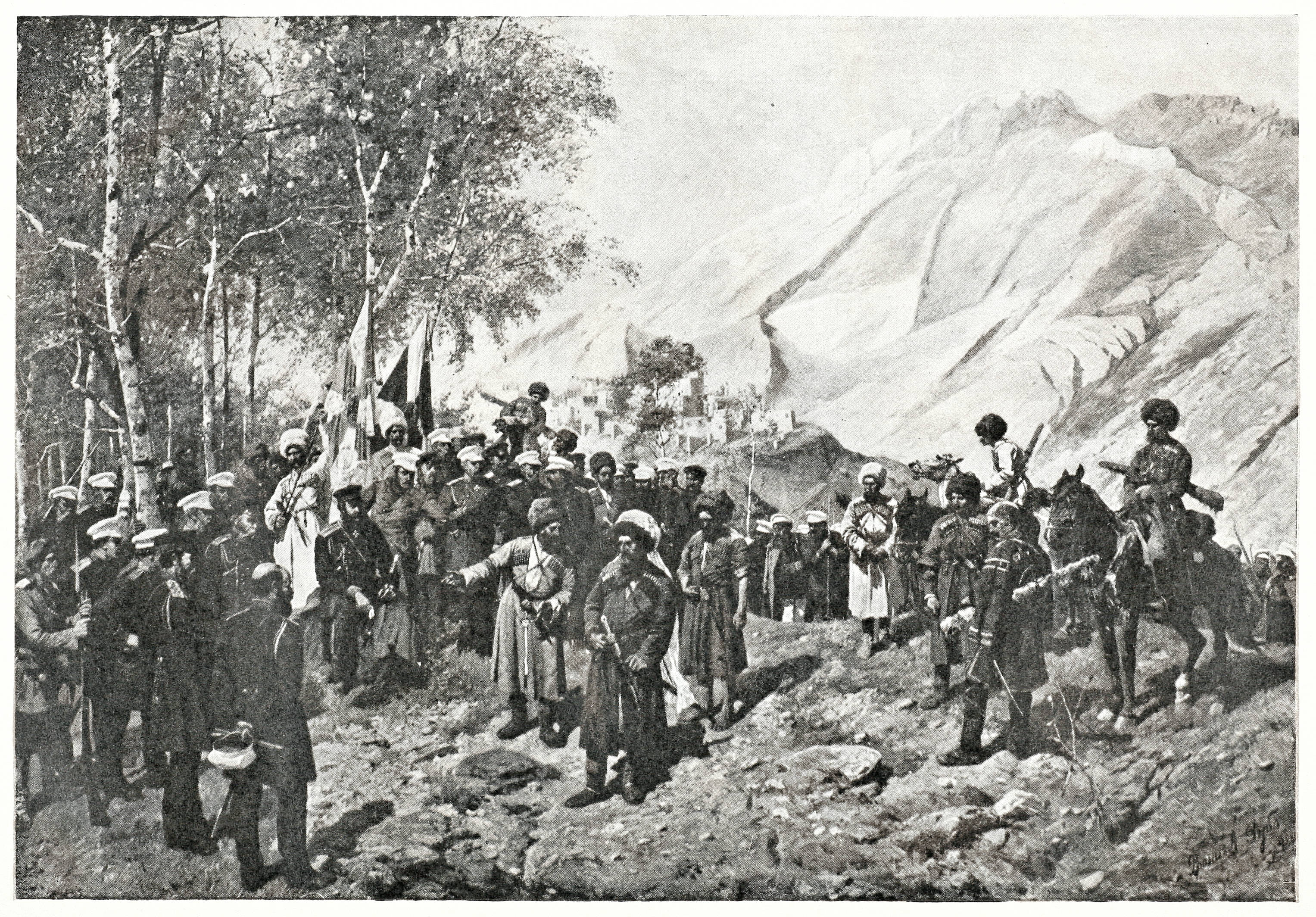
Capturarea lui Şamil, de Franz Roubaud.

În 1832, Ghazi Mollah a murit într-o luptă la Ghimri, iar Șamil a fost unul dintre cei doi apropiați ai liderului care au scăpat. Șamil s-a ascuns în munți și atât rușii cât și musulmanii au presupus că a murit datorită numeroaselor răni. După ce și-a revenit, Șamil s-a alăturat din nou rebelilor conduși de imamul Gamzat-bek. După ce Gamzat-bek a fost asasinat de Hadji Murad în 1834, Șamil i-a loc locul imamului ca lider al rebeliunii și ca lider religios (Al treilea Imam al Daghestanului). În vara anului 1839, Șamil și cei aproximativ 4.000 de oameni de sub comanda lui (bărbați femei și copii) au fost asediați în poziția întărită din aulul Ahulgo, aflată la aproximativ 16 km de Ghimri. Asediul poziției întărite a durat opt zile și s-a încheiat cu victoria rușilor. Rușii au suferit pierderi importante (peste 2.500 de oameni dintr-un total de 7.000 de soldați), în vreme ce rebelii au fost măcelăriți aproape cu toții. Șamil și un mic grup de apropiați, printre care și câțiva membri ai familiei, au reușit să străpungă la sfârșitul asediului încercuirea rusă. După ce a reușit această străpungere, Șamil a refăcut mișcarea de rezistență antirusă. El a reușit chiar să unească triburile caucaziene, care de-a lungul istoriei avuseseră numeroase conflicte reciproce. Mișcarea de rezistență s-a folosit de tacticile războiului de gherilă și a continuat până în 1859. Pe 25 august 1859, Șamil și familia sa au fost luați prizonieri de ruși în Daghestan.

## Ultimii ani de viață
Șamil a fost trimis mai apoi la Sankt Petersburg, unde a fost primit de împăratul Alexandru al II-lea. În cele din urmă, el a fost exilat la Kaluga, un orășel din apropierea Moscovei. După câțiva ani la Kaluga, Șamil s-a plâns autorităților că suportă cu greu clima din regiune și în decembrie 1868 a primit permisiunea să se mute la Kiev. Autoritățile imperiale au dat ordin guvernatorului Kievului să-l țină pe Șamil sub observație strictă, dar discretă, și au alocat mijloace bănești generoase exilatului. Se pare că lui Șamil i-au plăcut prizonieratul său luxos, ca și orașul Kiev, după cum se poate înțelege din scrisorile pe care le-a trimis de aici. 
Șamil a primit în 1869 permisiunea să plece la Mecca pentru îndeplinirea obligației sacre Hajj. El a călătorit de la Kiev la Odesa, de unde a continuat pe calea apelor spre Istanbul, unde a fost primit de sultanul Imperiului Otoman,  Abdülaziz. Șamil a fost găzduit ca oaspete al sultanului la Palatul Topkapî, după care a plecat  spre Mecca pe o corabie oferită de către sultan. După terminarea pelerinajului la Mecca, Șamil a murit la Medina în 1871, în timp ce vizita orașul. A fost înmormântat în cimitirul Al-Baqi', unde sunt înmormântate mai multe personalități ale istoriei islamice. Cei doi fii mai mari ai lui Șamil, Cemaleddin și Muhammed Șefi, pe care a fost obligat să-i lase în Rusia pentru a primi permisiunea să plece la Mecca, au devenit ofițeri ai armatei ruse, în vreme ce fii cei mai mici, Muhammed Gazi și Muhammed Kamil s-au înrolat în armata turcă. 
Said Șamil, unul dintre nepoții lui Imam Șamil, a devenit unul dintre fondatorii Republicii Montane a Caucazului de Nord, care a existat între 1917 – 1924. După desființarea de către bolșevici a acestei republici, Said Șamil a fondat în Germania în 1924 „Comitetul pentru Independența Caucazului”.